# Lorenzo Torrentino
Lorenzo Torrentino est un imprimeur florentin de la Renaissance, né en 1499 à Gemert, et mort à Florence le 2 février 1563.

## Biographie

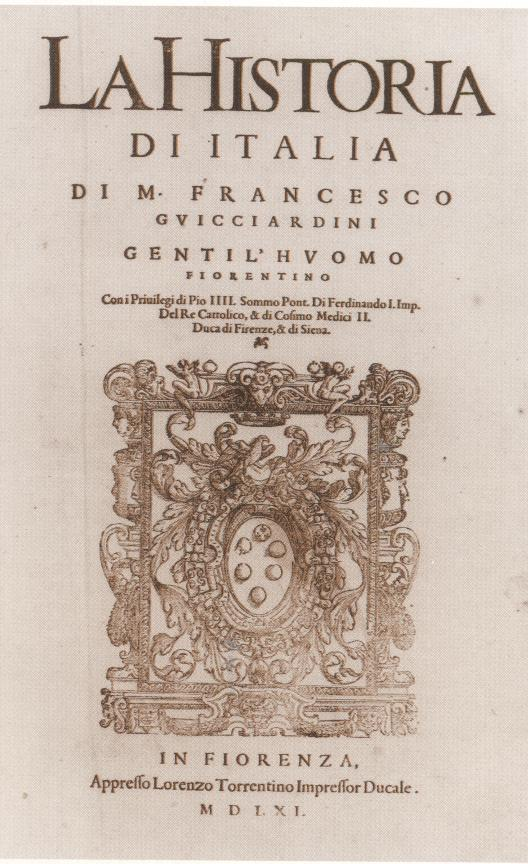
La Historia di Italia di M. Francesco Guicciardini gentil'huomo Fiorentino. In Fiorenza, Appresso Lorenzo Torrentino Impressor Ducale, MDLXI.

Né vers le commencement du 16e siècle, il était probablement de Zwolle, patrie d’Hermannus Torrentinus, que l’on croit son parent. Il fut attiré à Florence par le duc Cosme, qui désirait répandre dans le public les trésors littéraires rassemblés par ses ancêtres dans la bibliothèque des Médicis.
Les presses de ce typographe, qui étaient établies dans une rue appelée il Garbo, ne furent en activité qu’en 1547. Torrentino, auquel le duc avait accordé l’exemption des gabelles, une gratification de cinq cents écus et le privilège de vendre exclusivement pendant douze ans chacun des ouvrages qu’il aurait imprimés, faillit être flétri par la main du bourreau. Arrêté dans la nuit du 28 décembre 1556, avec deux poignards sur lui, il fut condamné à trois coups de corde et à une amende de vingt florins d’or ; on lui fit grâce de l’estrapade ; mais, l’année suivante, il éprouva de nouvelles poursuites à cause d’une édition clandestine des commentaires de Sleidan, nouvellement traduits en italien. Il eut besoin de toute le protection des Médicis pour échapper à la rigueur des lois.
En attendant, son nom s’était répandu dans toute l’Italie : éclipsant la réputation des Giunti et de Busdrago, célèbres typographes de Florence et de Lucques, Torrentino fut invité par Emmanuel-Philibert de Savoie à venir fonder une imprimerie en Piémont. Ce prince en avait adressé la demande au duc Cosme, qui ne refusa pas son consentement. Torrentino avait donné toutes les dispositions pour transporter une partie de son établissement à Mondovi, où il s’était fait précéder par son fils Léonard, lorsqu’il mourut en 1563.

## Éditions
La série complète des ouvrages sortis des presses de Torrentino se compose de deux cent quarante-quatre articles, dont on ne connaît que deux sans date et trois avec la rubrique de Pescia, où il s’était rendu en 1554 et 1555. En général, ses éditions sont plutôt belles que correctes, quoiqu’elles aient été surveillées par Arnold Harleim, savant hollandais, et par Lodovico Domenichi, l’un des littérateurs italiens les plus distingués de son temps. Les fils de ce typographe continuèrent à imprimer jusqu’à l’année 1570, en société avec Carlo Pettinari et Bernardo Fabroni. Parmi les publications les plus importantes de Torrentino, on doit citer les œuvres de St-Clément d'Alexandrie, Florence, 1551, 3 vol. in-fol., revus par Gentien Hervet ; la première édition des Pandectes florentines, ibid., 1553, in-fol., donnée par Torelli, et celle de l’histoire de François Guichardin, ibid., 1561, in-fol.